# Cháhuac
Cháhuac är en ort i Mexiko.   Den ligger i kommunen Domingo Arenas och delstaten Puebla, i den sydöstra delen av landet, 80 km öster om huvudstaden Mexico City. Cháhuac ligger 2 285 meter över havet och antalet invånare är 778.
Terrängen runt Cháhuac är platt åt nordost, men åt sydväst är den kuperad. Terrängen runt Cháhuac sluttar österut. Runt Cháhuac är det tätbefolkat, med 286 invånare per kvadratkilometer. Närmaste större samhälle är Cholula, 14,3 km sydost om Cháhuac. Trakten runt Cháhuac består till största delen av jordbruksmark.